# Parque nacional de la pantera nebulosa
El parque nacional de la pantera nebulosa es un parque nacional dentro del Santuario de la vida salvaje de Sipahijola, en el estado de Tripura, en la India. Se extiende por una superficie de alrededor de 5,08 kilómetros cuadrados.